# Achmed Zakajev
Achmed Chalidovitsj Zakajev (Russisch: Ахмед Халидович Закаев) (Kirovski, Kazachse SSR, 26 april 1959) was de minister van buitenlandse zaken van de Tsjetsjeense onafhankelijksregering. Hij is in deze functie aangesteld door president Aslan Maschadov nadat Maschadov in 1997 de presidentsverkiezingen had gewonnen. In 2006 heeft ook de toenmalige president Abdoel-Chalim Sadoelajev aangehouden als minister van buitenlandse zaken.
Achmed Zakajev was van oorsprong een theateracteur. Hij was in de regering van de eerste Tsjetsjeense president Dzjochar Doedajev ook al minister van cultuur. Deze functie heeft hij aan het begin van de Eerste Tsjetsjeense Oorlog verlaten om in het verzet te kunnen deelnemen.
Achmed Zakajev staat bekend als een gematigd persoon uit het Tsjetsjeens verzet net zoals Aslan Maschadov. Hij wordt door Rusland wel verdacht van terroristische activiteiten. Hiervoor heeft Rusland nooit bewijs kunnen leveren.
Nadat hij in 2000 tijdens de Tweede Tsjetsjeense Oorlog gewond was geraakt, heeft hij Tsjetsjenië verlaten en ging hij werken als vertegenwoordiger voor Aslan Maschadov in West-Europa. Hij is de functie van minister van buitenlandse zaken blijven vervullen.
Achmed Zakajev woont in Londen in ballingschap. Zakajev heeft het World Chechen Congress in Kopenhagen, Denemarken georganiseerd. Tijdens deze bijeenkomst heeft Rusland geprobeerd hem door Denemarken uitgeleverd te krijgen. Rusland beschuldigde hem van het plannen van de aanslagen in het Moskous theater en andere misdaden tijdens de Tsjetsjeense oorlogen. Deze beschuldigingen heeft Achmed Zakajev altijd ontkend.
Hij werd in Denemarken gearresteerd op 30 oktober 2002. Na vijf weken werd hij terug in vrijheid gesteld en is hij teruggekeerd naar Londen. Toen hij op 7 december 2002 in Londen aankwam, werd hij door de Britse politie gearresteerd. In Groot-Brittannië heeft hij asiel aangevraagd en uiteindelijk ook gekregen. Hij heeft ondertussen al een reis gemaakt naar Duitsland zonder dat hij werd gearresteerd. Tijdens deze problemen kwam de Engelse actrice Vanessa Redgrave steeds voor Achmed Zakajev op.
Achmed Zakajev had veelvuldig contact met verschillende Russen die de wandaden van Poetin wilde ophelderen zoals onder andere Anna Politkovskaja en Aleksandr Litvinenko. De vader van Aleksandr Litvinenko heeft samen met Achmed Zakajev verschillende interviews gegeven.
Volgens Achmed Zakajev zouden veel Russen van mening zijn dat momenteel Moskou aan Tsjetsjenië is onderworpen en niet andersom. In een interview aan het Russische zakenblad Kommersant uit 2009 gaf hij aan dit zelf ook te vinden. Volgens Zakajev zou Rusland zelfs "zonder twijfel" en "in alle aspecten" aan Tsjetsjenië zijn onderworpen.